# Lantoniaina Nirina Harintsoa Rabenantoandro
 (décembre 2008).
Lantoniaina Nirina Harintsoa Rabenantoandro est un homme politique malgache. 
Ancien Chef de région de Vakinankaratra (province de Tananarive), il a été élu sénateur en 2008[réf. nécessaire].